# ネーション (スリランカの新聞)
ネーション（The Nation）とは、スリランカの週刊新聞であり、英語が使われている。発行元はリウィラ・メディア・コーポレーションで、毎週日曜日に発行されている。ネーションは姉妹紙のリウィラとともに2006年に創刊された。2012年当時の発行部数は132,000で、推定読者数は662,000人。
新聞には政治、スポーツ、ビジネス、視点、世界で構成される特集版が付属している。